# 欧亚河狸
欧亚河狸是一种半水栖哺乳动物，广泛分布于欧亚大陆的河流、湖泊、沼泽等地。欧亚河狸一度因为人类的捕猎行为而生存受到威胁。
欧亚河狸是体型最大的啮齿动物之一，体重一般在11–30 kg之间，平均体重18 kg。
從河狸乾燥會陰腺體取得的香水稱為河狸香。